# Municipio de Heidelberg (condado de York)
El municipio de Heidelberg (en inglés: Heidelberg Township) es un municipio ubicado en el condado de York en el estado estadounidense de Pensilvania. En el año 2000 tenía una población de 2,970 habitantes y una densidad poblacional de 79 personas por km².

## Geografía
El municipio de Heidelberg se encuentra ubicado en las coordenadas 39°50′00″N 76°54′59″O / 39.83333, -76.91639.

## Demografía
Según la Oficina del Censo en 2000 los ingresos medios por hogar en la localidad eran de $51,976 y los ingresos medios por familia eran $56,763. Los hombres tenían unos ingresos medios de $38,429 frente a los $23,225 para las mujeres. La renta per cápita para la localidad era de $23,506. Alrededor del 2,9% de la población estaban por debajo del umbral de pobreza.